# Русский рейд
«Русский рейд» — российский боевик режиссёра Дениса Крючкова. Премьера фильма в России состоялась 1 октября 2020 года.

## Сюжет
Рейдеры подготовили идеальный план по захвату завода: инсайдеры, подробные чертежи территории, завязки на высшем уровне, компромат на собственников, хакерская поддержка... На их стороне внезапность и прекрасно подготовленная команда головорезов. Но захват оборачивается кровавой ловушкой, ведь банду нападающих ведет человек со своим представлением о целях «рейда». Его приоритет — не завод и не деньги, для него главное — справедливость и месть!

## В ролях
- Иван Котик — Никита
- Александр Красовский — командир призраков
- Илья Антоненко — Решала
- Владимир Минеев — Главарь
- Никита Кологривый — Быстрый
- Софья Озерова — Ева
- Кирилл Сарычев — большой рабочий
- Дмитрий Кривочуров — напарник Никиты
- Андрей Семёнов — отец Никиты
- Алексей Максименков — Шутник
- Сергей Подольный — Злой
- Константин Игнатьев — Тихий
- Владимир Боровиков — Медвежатник
- Хельга Филиппова — госслужащая
- Наталья Горбас — нотариус
- Артём Мельничук — техник
- Константин Адаев — охранник Стас, знаток холодного оружия
- Роман Воронцов — охранник Рома
- Игорь Старосельцев — Василий Михайлович, директор завода
- Иван Мулин — молодой акционер
- Борис Зверев — злой акционер
- Сергей Легостаев — взрослый акционер
- Андрей Свиридов — крепкий акционер
- Владимир Чуприков — Александр Витальевич Рябов, полковник полиции
- Александр Метёлкин — молодой полицейский

## Отзывы
Фильм получил различные отзывы.